# Pseudandriasa
Pseudandriasa is een geslacht van vlinders uit de onderfamilie Smerinthinae van de familie pijlstaarten (Sphingidae).

## Soorten
- Pseudandriasa mutata (Walker, 1855)